# Antillotyphlops naugus
Antillotyphlops naugus — вид змій родини сліпунів (Typhlopidae). Ендемік Британських Віргінських Островів.

## Поширення і екологія
Antillotyphlops naugus мешкають на острові Верджін-Горда. Вони живуть в сухих тропічних лісах чагарникових заростях, трапляються в мангрових лісах.

## Збереження
МСОП класифікує цей вид як вразливий. Antillotyphlops naugus загрожує знищення природного середовища.